# Muntanyes de la Marina
Muntanyes de la Marina este o arie protejată (arie de protecție specială avifaunistică — SPA) din Spania întinsă pe o suprafață de 43.117,77 ha, integral pe uscat.

## Localizare
Centrul sitului Muntanyes de la Marina este situat la coordonatele 38°43′12″N 0°15′12″W / 38.72°N 0.2533°V.

## Înființare
Situl Muntanyes de la Marina a fost declarat arie de protecție specială avifaunistică în iunie 2009 pentru a proteja 3 specii de plante și 15 specii de animale.

## Biodiversitate
Situată în ecoregiunea mediteraneană, aria protejată conține 14 habitate naturale: Lande oro-mediteraneene cu formațiuni endemice de grozamă, Pajiști carstice calcaroase sau bazofile, de Alysso-Sedion albi, Vegetație gipsofilă iberică (Gypsophiletalia), Păduri termofile cu Fraxinus angustifolia, Păduri de Quercus ilex și Quercus rotundifolia, Matorral arborescenți cu Juniperus spp., Galerii și tufărișuri riverane sudice (Nerio-Tamaricetea și Securinegion tinctoriae), Păduri mediteraneene de Taxus baccata, Tufărișuri termo-mediteraneene și de pre-deșert, Galerii de Salix alba și de Populus alba, Pajiști alpine și subalpine calcaroase, Pante stâncoase calcaroase cu vegetație casmofită, Grohotișuri termofile și vest-mediteraneene, Pseudostepă cu ierburi și specii anuale de Thero-Brachypodietea.
La baza desemnării sitului se află mai multe specii protejate:
- plante (3): Apium repens, Silene hifacensis, Teucrium lepicephalum
- păsări (14): pescăruș albastru (Alcedo atthis), fâsă-de-câmp (Anthus campestris), acvilă de munte (Aquila chrysaetos), buha (Bubo bubo), ciocârlie-cu-degete-scurte (Calandrella brachydactyla), șerpar (Circaetus gallicus), șoim călător (Falco peregrinus), Galerida theklae, Hieraaetus fasciatus, ciocârlie de pădure (Lullula arborea), Oenanthe leucura, Pyrrhocorax pyrrhocorax, turturică (Streptopelia turtur), silvie de tufiș (Sylvia undata)
- mamifere (1): liliacul mediteranean cu potcoavă (Rhinolophus euryale)

Pe lângă speciile protejate, pe teritoriul sitului au mai fost identificate 8 specii de plante.